# Bolko zu Stolberg-Wernigerode
Graf Bolko zu Stolberg-Wernigerode (* 1. Januar 1823 in Peterswaldau, Kreis Reichenbach, Provinz Schlesien; † 9. Dezember 1884 in Menton) war ein deutscher Lokalpolitiker. Er war von 1869 bis 1872 Landrat des Kreises Franzburg.

## Leben
Graf Bolko war Mitglied des Grafenhauses Stolberg. Er war Sohn des Grafen Anton zu Stolberg-Wernigerode, der die schlesische Linie Peterswaldau des Grafenhauses begründet hatte, und hatte elf Geschwister.
Nach einer Ausbildung bei Hauslehrern trat er 1841 in das Regiment der Gardes du Corps ein, wo er noch im gleichen Jahr zum Offizier ernannt und in Potsdam eingesetzt wurde. In der Hauptstadt Preußens erlebte er die Märzkämpfe 1848 und verließ gemeinsam mit der preußischen Armee Berlin.
Nach dem plötzlichen Tod seines älteren Bruders Conrad übertrug ihm sein Vater die Verwaltung in der stolbergischen Herrschaft Diersfordt.
Am 5. November 1853 heiratete Graf Bolko die Gräfin Elisabeth (1832–1900), die älteste Tochter des Generalleutnants Wilhelm Ulrich von Thun auf Schlemmin. Die Ehe blieb kinderlos. Im darauffolgenden Jahr schied er als Rittmeister aus dem Regimentsdienst aus, trat in die Garde der Landwehrkavallerie ein und zog sich auf das Gut Schlemmin seines Schwiegervaters in Vorpommern zurück. Als sein Schwiegervater 1862 starb, übernahm er vollständig die Gutsverwaltung und erweiterte den Wohn- und Wirtschaftskomplex.
Bereits im Herbst 1854 ist Graf Bolko in das Preußische Abgeordnetenhaus gewählt worden. Fortan widmete er sich der Politik im Kreis Franzburg, dessen Landrat er 1869 wurde. Dieses Amt bekleidete er bis 1872.
Anlässlich einer Kaiserjagd in Wernigerode erfolgte 1868 seine Beförderung zum Major. Doch bereits im darauffolgenden Jahr verließ er endgültig das Militär, um sich voll und ganz der Politik und der Gutsverwaltung zu widmen. Aufgrund seiner angegriffene Gesundheit begab er sich 1884 zu einer Kur an die Côte d’Azur, bei der er starb. Sein Leichnam wurde in Schlemmin bestattet.

## Ehrungen
- 1851: Johanniterorden
- 1864: Rechtsritter des Johanniterordens der Ballei Brandenburg
- 1867: Johanniterkreuz II. Klasse
- Roter Adlerorden II. Klasse
- Kronenorden
- Österreichisch-kaiserlicher Leopold-Orden